# Act IV: Rebirth in Reprise
| Críticas profissionais | Críticas profissionais |
| Pontuações agregadas   | Pontuações agregadas   |
| Fonte                  | Avaliação              |
| ---------------------- | ---------------------- |
| Metacritic             | 79/100                 |
| Avaliações da crítica  |                        |
| Fonte                  | Avaliação              |
| PopMatters             | [ 1 ]                  |
| Sputnikmusic           | [ 2 ]                  |
| Alternative Press      | [ 3 ]                  |
| PunkNews.org           | [ 4 ]                  |
| Consequence of Sound   | B-                     |
| Ultimate Guitar        | [ 6 ]                  |

Act IV: Rebirth In Reprise é o sexto álbum de estúdio da banda americana de rock progressivo The Dear Hunter, foi lançado em 4 de Setembro de 2015 pela gravadora Equal Vision Records. O álbum é a quarta parte da história dos seis atos. A história se passa logo após os acontecimentos do álbum Act III: Life and Death, onde o protagonista assume a identidade do seu falecido meio-irmão após o fim da Primeira Guerra Mundial.

## Desenvolvimento
Em 3 de Março de 2015, Casey Crescenzo anunciou no site da banda que o álbum estava sendo desenvolvido.
"Eu queria surpreender os fãs com esse lançamento, como se fosse um presente para todos vocês por nos apoiar durante tantos anos, sem nunca desistir de nós. Obrigado, do fundo do meu coração pela fé contínua de vocês nesse projeto. Quero pedir a todos vocês humildemente para compartilhar esta carta. Deixo-vos agora, voltarei para minha caverna me preparando para o próximo lançamento da banda... Está sendo preparado sem grandes dificuldades, e eu mal posso esperar para compartilhar com todos vocês. Por favor mantenham seus olhos abertos para Act IV: Rebirth in Reprise que deve ser lançado até o fim do ano."
Em 7 de Abril de 2015, Casey gravou vídeos para o YouTube informando sobre a turnê dos Atos II e III de 2015. Esses vídeos também continham teasers de algumas músicas do álbum. Foram lançados 8 vídeos, o último deles no dia 28 de Abril.
Em 16 de Junho, o single "A Night on the Town" foi disponibilizado nas plataformas de streaming e no site oficial da banda, também foi anunciado a pré-venda do álbum.
Em 8 de Julho, a banda anunciou o segundo single, "Waves" que foi disponibilizado no dia seguinte.
O terceiro e último single "Wait" foi lançado quase um mês depois, em 7 de Agosto.
O álbum estreou na posição 39 na lista da Billboard 200 vendendo aproximadamente sete mil cópias, a melhor marca da banda.

## Faixas
Todas as faixas escritas e compostas por Casey Crescenzo. 
| N.º            | Título                                                                   | Duração |  |
| 1.             | "Rebirth"                                                                | 2:51    |  |
| 2.             | "The Old Haunt"                                                          | 4:36    |  |
| 3.             | "Waves"                                                                  | 4:12    |  |
| 4.             | "At the End of the Earth"                                                | 5:16    |  |
| 5.             | "Remembered"                                                             | 3:50    |  |
| 6.             | "A Night on the Town"                                                    | 9:00    |  |
| 7.             | "Is There Anybody Here"                                                  | 6:42    |  |
| 8.             | "The Squeaky Wheel"                                                      | 4:35    |  |
| 9.             | "The Bitter Suite IV and V: The Congregation and the Sermon in the Silt" | 5:40    |  |
| 10.            | "The Bitter Suite VI: Abandon"                                           | 5:32    |  |
| 11.            | "King of Swords (Reversed)"                                              | 5:07    |  |
| 12.            | "If All Goes Well"                                                       | 4:41    |  |
| 13.            | "The Line"                                                               | 3:37    |  |
| 14.            | "Wait"                                                                   | 3:20    |  |
| 15.            | "Ouroboros"                                                              | 5:25    |  |
| Duração total: | Duração total:                                                           | 74:24   |  |